# José Fernando Espinosa
José Fernando Espinosa Rodríguez (* julio de 1891,  Etzatlán, Jalisco, México – †   9 de marzo de 1965 Guadalajara, Jalisco, México) fue un futbolista mexicano, socio y presidente del Club Deportivo Guadalajara. Al jugar a fútbol generalmente se desempeñaba como delantero por el lado izquierdo, en la antigua posición conocida como left inside forward. El único club donde jugó fue el Club Deportivo Guadalajara.

## Biografía
José F. Espinosa nace en  Etzatlán, Jalisco, siendo hijo de los señores Fernando L. Espinosa y Adelaida Rodríguez. A principios del siglo XX se muda a la ciudad de Guadalajara, junto con su hermano Everardo S. Espinosa y es ahí cuando se enrolan en el Club Deportivo Guadalajara, empezando a participar en su equipo de fútbol y posteriormente en otros deportes.
Se casó con Ramona García Leal el 18 de enero de 1918 y fruto de esta relación nacieron sus hijos Fernando Alberto 7 de abril de 1919, Manuel, ambos médicos; Luis Octavio, ingeniero químico; José David 18 de septiembre de 1927; publicista y Adela, maestra de preescolar y destacada jugadora de voleibol.

## Club Deportivo Guadalajara
El Tata, como comúnmente se le conocía, hizo su debut en los campos de fútbol con el primer equipo del Guadalajara durante la temporada 1910-11 de la Liga de Occidente y se mantuvo activo hasta 1919.
En 1919 es electo como Presidente del Club Deportivo Guadalajara, cargo que ocuparía en dos ocasiones, la primera de 1919 a 1922 y la segunda de 1935 a 1936. Como directivo tuvo uno de los mandatos más importantes en la historia de la institución, él se encargó de construir las canchas de tenis y rescató al club de una crisis de resultados, tiempo después durante las directivas de Antonio Villalvazo, Jesús Mendoza Gámez y Pedro Ramírez, respaldó la construcción de las canchas de frontenis y básquetbol.
También se desempeñó como gerente en varias secciones deportivas del club. A finales de 1920 se convirtió en entrenador del equipo de fútbol, donde comenzó una reestructuración, reclutando a un grupo de jóvenes de la A.C.J.M. (Asociación Católica de la Juventud Mexicana) e incorporarlos al primer equipo rayado. Para la temporada 1920-21 el equipo logra el subcampeonato, y las dos siguientes temporadas logra coronarse de manera consecutiva.  En 1935 se encargó de entrenar al equipo de básquetbol de la institución.

## Muerte
Murió a causa de un derrame cerebral el día martes 9 de marzo de 1965 a las 9:30 horas, en su casa ubicada en la calle Aurora 230 de la colonia Chapalita, en Guadalajara, Jalisco. Fue enterrado en el Panteón de Mezquitán.